# Wieuwens (buurtschap)
Wieuwens is een buurtschap in de gemeente Leeuwarden, in de Nederlandse provincie Friesland. Wieuwens ligt ten zuidwesten van het dorp Oosterlittens aan de gelijknamige weg, ten westen van de Franekervaart.

## Geschiedenis
Wieuwens is ontstaan op een terp waar een of twee boerderijen op stonden. Waarschijnlijk wijzen Wijbens uit 1504 en Wybens uit 1543 naar de plaats, maar helemaal zeker is dat niet. De plaatsnaam verwijst mogelijk naar de persoonsnaam Wiebe. Tot de 21e eeuw werd de plaats op kaarten aangegeven met de dubbelnaam Wieuwens of Sprong, of Sprong of Wieuwens.

## Molen
Aan de Franekervaart staat een poldermolen uit de 17e eeuw, genaamd Wieuwens of Alde Swarte.

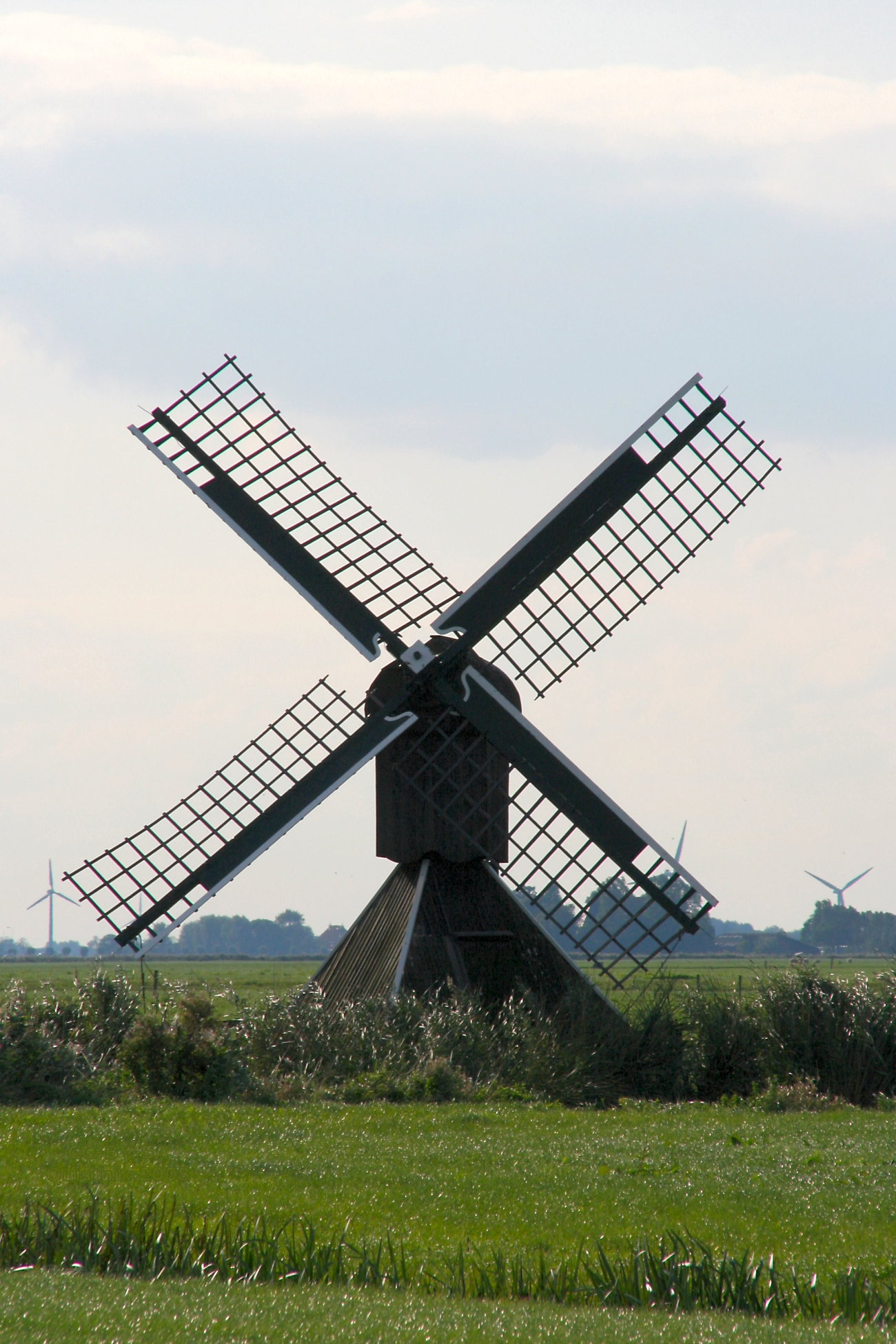
De molen Wieuwens annex Alde Swarte

Steden, dorpen en gehuchten: Aegum · Baard · Beers · Britsum · Cornjum · Finkum · Friens · Goutum · Grouw · Hempens · Hijlaard · Hijum · Huins · Idaard · Irnsum · Jellum · Jelsum · Jorwerd · Leeuwarden · Lekkum · Lions · Mantgum · Miedum · Oosterlittens · Oude Leije · Roordahuizum · Snakkerburen · Stiens · Swichum · Teerns · Warstiens · Wartena · Warga · Weidum · Wirdum · Wytgaard

Buurtschappen: Abbengawier · Angwier · Baardburen · Bartlehiem (deels) · Barrahuis · De Hem · Domwier · Fons · Groote Bontekoe · Gotum · Hezens · Horne · Hofland · Hoptille · Marwird · Midsburen · Naarderburen · Noordend · Oude Schouw (deels) · Poelhuizen · Rewerd (deels) · Schillaard · Schrins · Tichelwerk · Tjaard · Tjeintgum · Truurd · Tsienzerburen · Vensterburen · Vierhuis · Vrouwbuurtstermolen (deels) · Wammerd · Wiel · Wieuwens · Wilaard · Zuiderburen · Zuiderend

Voormalige buurtschappen: De Drie Romers · Hoek

Friesland: Steden en dorpen      Nederland: Provincies · Gemeenten